# Xã Pine Island, Quận Goodhue, Minnesota
Xã Pine Island (tiếng Anh: Pine Island Township) là một xã thuộc quận Goodhue, tiểu bang Minnesota, Hoa Kỳ. Năm 2010, dân số của xã này là 551 người.